# Richie Fallows
Pour les articles homonymes, voir Fallows.
Richie Fallows, né le 17 juin 1995 à Londres, est un joueur professionnel de squash représentant l'Angleterre. Il atteint le 50e rang mondial en décembre 2017, son meilleur classement. Il est champion d'Europe junior en 2014.

## Biographie
Il commence par pratiquer le football et le squash mais sa sélection à l'âge de treize ans en équipe d'Angleterre des moins de 15 ans lui fait choisir le squash.

## Palmarès

### Titres
- Championnats d'Europe junior : 2014